# Deutsche Meisterschaften im Inline-Speedskating 2010
Die Bahnwettkämpfe wurden in Geisingen, der Halbmarathon in Gera, der Marathon in Wedel, der Doppel-Marathon in Prezelle und die Teamwettbewerbe in Jüterbog ausgetragen.

## Frauen
| Distanz               | Gold                                                                                            | Silber                                                            | Bronze                                                                                              |
| Straße                | Straße                                                                                          | Straße                                                            | Straße                                                                                              |
| --------------------- | ----------------------------------------------------------------------------------------------- | ----------------------------------------------------------------- | --------------------------------------------------------------------------------------------------- |
| 300 m Einzelsprint    | Jana Gegner SCC XSpeed Team Berlin                                                              | Sabine Berg RSV Blau-Weiß Gera                                    | Laethisia Schimek SV Blau-Gelb Groß-Gerau                                                           |
| 500 m Sprint          | Jana Gegner SCC XSpeed Team Berlin                                                              | Sabine Berg RSV Blau-Weiß Gera                                    | Laethisia Schimek SV Blau-Gelb Groß-Gerau                                                           |
| 1000 m Massenstart    | Sabine Berg RSV Blau-Weiß Gera                                                                  | Mareike Thum ERSG Darmstadt                                       | Jana Gegner SCC XSpeed Team Berlin                                                                  |
| 5000 m Punkte         | Sabine Berg RSV Blau-Weiß Gera                                                                  | Tina Strüver SV Turbine Halle                                     | Mareike Thum ERSG Darmstadt                                                                         |
| 10000 m Punkte/Auss.  | Mareike Thum ERSG Darmstadt                                                                     | Sabine Berg RSV Blau-Weiß Gera                                    | Tina Strüver SV Turbine Halle                                                                       |
| 5000 m Staffel        | SCC XSpeed Team Berlin Jana Gegner Jakobine Wolf                                                | RSV Blau-Weiß Gera Sabine Berg Stephanie Dreyer Theresia Schöler  | Großenhainer RSV Lisa Kaluzni Josephin Hönicke Ann-Ellinor Hofmann                                  |
| Langstrecke           |                                                                                                 |                                                                   | |
| Halbmarathon          | Sabine Berg RSV Blau-Weiß Gera                                                                  | Mareike Thum ERSG Darmstadt                                       | Tina Strüver SV Turbine Halle                                                                       |
| Marathon              | Katja Ulbrich Bayreuther TS                                                                     | Sabrina Rossow TSSC Erfurt                                        | Claudia Maria Henneken Kölner Rollmöpse                                                             |
| Doppelmarathon        | Irene Raab DAV Neu-Ulm                                                                          | Sabrina Rossow TSSC Erfurt                                        | Claudia Maria Henneken Kölner Rollmöpse                                                             |
| 1400 m Teamverfolgung | Thüringen Sabine Berg Sandy Dinort Stephanie Dreyer Jenny Peißker Sophie Richter Sabrina Rossow | Hessen Anna Helbach Laethisia Schimek Tamara Schmitt Mareike Thum | Sachsen-Anhalt Sophia Adler Lisa Bauer Stephanie Reuter Charlot Sadowski Tina Strüver Monique Teile |

## Männer
| Distanz               | Gold                                                                | Silber                                                                                 | Bronze                                                 |
| Straße                | Straße                                                              | Straße                                                                                 | Straße                                                 |
| --------------------- | ------------------------------------------------------------------- | -------------------------------------------------------------------------------------- | ------------------------------------------------------ |
| 300 m Einzelsprint    | Matthias Schwierz FuT Geisingen                                     | Denis Dressel RSV Blau-Weiß Gera                                                       | Etiene Ramali SV Blau-Gelb Groß-Gerau                  |
| 500 m Sprint          | Matthias Schwierz FuT Geisingen                                     | Etienne Ramali SV Blau-Gelb Groß-Gerau                                                 | Felix Rijhnen ERSG Darmstadt                           |
| 1000 m Massenstart    | Toni Deubner RGE Arnstadt-Eisenach                                  | Felix Rijhnen ERSG Darmstadt                                                           | Matthias Schwierz FuT Geisingen                        |
| 10000 m Punkte        | Felix Rijhnen ERSG Darmstadt                                        | Victor Wilking SCC XSpeed Team Berlin                                                  | Pascal Ramali SV Blau-Gelb Groß-Gerau                  |
| 15000 m Punkte-Auss.  | Felix Rijhnen ERSG Darmstadt                                        | Pascal Ramali SV Blau-Gelb Groß-Gerau                                                  | Victor Wilking SCC XSpeed Team Berlin                  |
| 5000 m Staffel        | SV Blau-Gelb Groß-Gerau Pascal Ramali Etienne Ramali Gregor Hofmann | ERSG Darmstadt Carlos Graupner Marcel Hild Felix Rijhnen                               | RSV Blau-Weiß Gera Jan Wolf Tobias Hecht Denis Dressel |
| Langstrecke           |                                                                     |                                                                                        |                                                        |
| Halbmarathon          | Denis Dressel RSV Blau-Weiß Gera                                    | Patrick Täubrecht TSG Aufbau-Union Dessau                                              | Tobias Hecht RSV Blau-Weiß Gera                        |
| Marathon              | Albrecht Döring SCC XSpeed Team Berlin                              | Stefan Rumpus SSF Heilbronn                                                            | Tobias Hecht RSV Blau-Weiß Gera                        |
| Doppelmarathon        | Michael Puderbach TuWi Adenau                                       | Patrick Täubrecht TSG Aufbau-Union Dessau                                              | Albrecht Döring SSC XSpeed Team Berlin                 |
| 1400 m Teamverfolgung | Hessen Pascal Ramali Etienne Ramali Thimo Kießlich Felix Rijhnen    | Thüringen Denis Dressel Tobias Hecht Sascha Hintze Marcel Prey Patrick Räthel Jan Wolf | Berlin Elio Cuncu Giacomo Cuncu Viktor Vilking         |